# Parentium
Parentium je antičko naselje na području današnjega Poreča.
Prapovijesne gradine u okolici Poreča svjedoče o ranoj naseljenosti toga područja. Rimsko naselje, nastalo u I. st. pr. Krista, isprva je bilo organizirano kao oppidum rimskih građana (spominje ga Plinije Stariji oko 50. pr. Kr.), a ubrzo zatim kao kolonija (Colonia Iulia Parentium). Iz rimskoga doba sačuvan je i tlocrt grada s karakterističnim rasporedom glavnih ulica (cardo i decumanus), usporedno s kojima su se prostirale i druge ulice te tako tvorile pravilne insulae. Sačuvani su tragovi rimskoga foruma s izvornim popločenjem (Trg Marafor), kao i ostatci nekih javnih zgrada, dok se ager širio daleko u unutrašnjost na prostoru između Mirne i Limskoga kanala. U II. st. u Poreču je živio zamjenik zapovjednika ravenske mornaričke flote. U to doba djelovala je i kršćanska zajednica, a od 313. Poreč je bio sjedište biskupije. Nakon pada Zapadnoga Rimskog Carstva (476), došao je pod vlast Odoakra i Teodorika, a 539. potpao je pod vlast Bizanta, za uprave kojega je biskup Eufrazije, sufragan akvilejskoga patrijarha, dao sagraditi znamenitu baziliku. Kratko je vrijeme bio pod Langobardima (751. – 774.), a zatim opet pod Bizantom i konačno pod Francima (od 788), kada je ojačala vlast biskupa. Od kulturnopovijesnih spomenika ističu se trobrodna bazilika biskupa Eufrazija (Eufrazijana; od 1997. na UNESCO-ovu Popis svjetske kulturne baštine) iz VI. st. s mozaicima iz IV. i V. st. (po ljepoti i značenju uspoređuju se s ravenskima), Kapitolijski i Neptunov hram (II. st.) i dr.